# Giuseppe Betori
Giuseppe Betori, né le 25 février 1947 à Foligno, dans la province de Pérouse en Ombrie, est un cardinal italien, archevêque de Florence de 2008 à 2024, et cardinal depuis 2012.

## Biographie

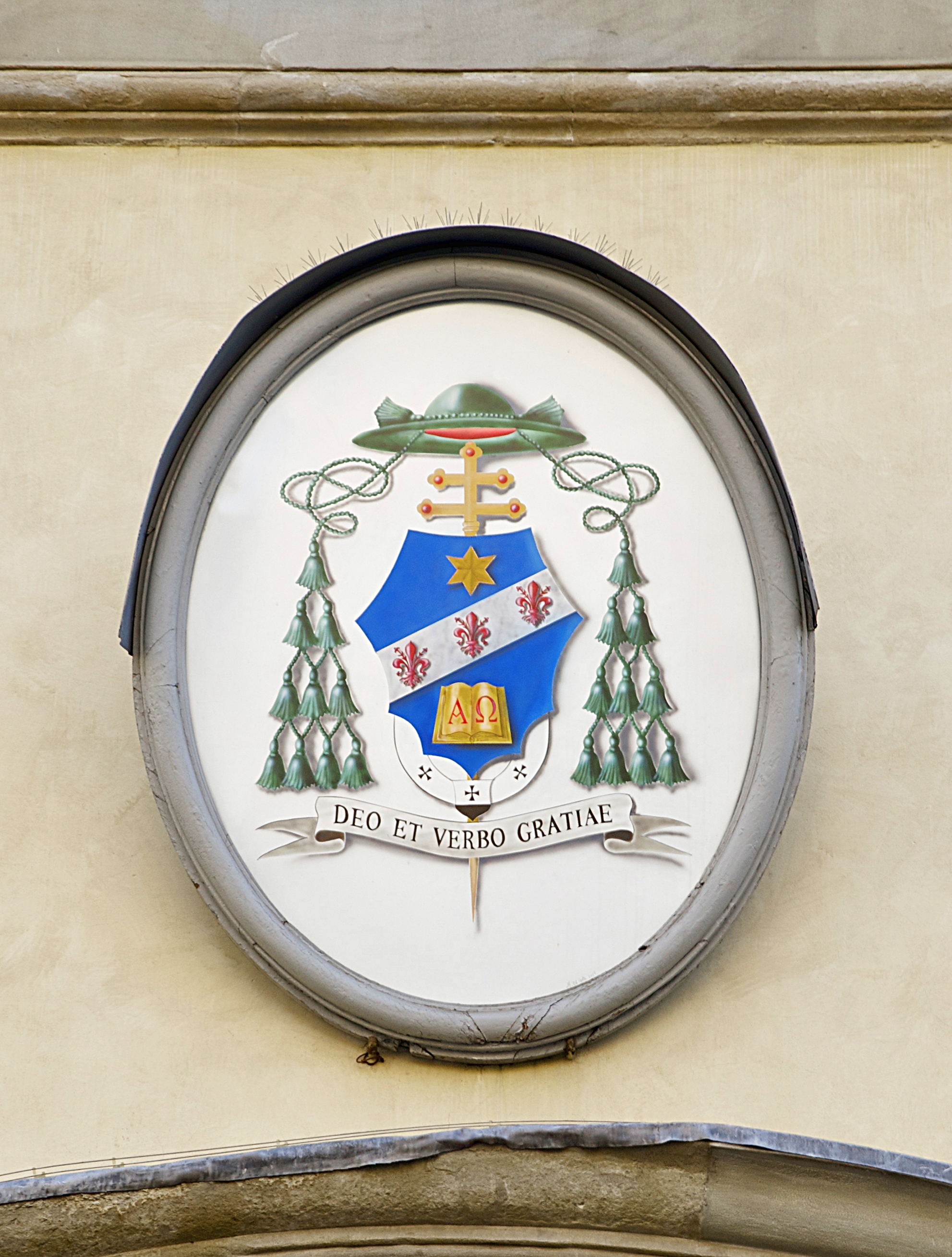
Armoiries de Mgr Betori sur la façade du palais archiépiscopal de Florence

Ordonné prêtre en 1970, Giuseppe Betori est licencié en théologie de l'Université pontificale grégorienne et a obtenu un doctorat en Écritures saintes à l'Institut biblique pontifical. Il a été professeur d'exégèse d'anthropologie biblique et doyen de l'Institut théologique d'Assise. Il a aussi servi comme sous-secrétaire de la Conférence épiscopale italienne.
Il a été nommé secrétaire général de la dite conférence épiscopale et évêque titulaire de Falerone (de) par le pape Jean-Paul II le 5 avril 2001, et a été consacré évêque le 6 mai suivant par le cardinal Camillo Ruini. Il a été confirmé dans ses fonctions de secrétaire général de la Conférence épiscopale italienne pour un nouveau mandat de cinq ans par Benoît XVI le 6 avril 2006.
À la suite de la nomination du cardinal Ennio Antonelli comme préfet du Conseil pontifical pour la famille, il a été nommé archevêque de Florence par le pape Benoit XVI le 8 septembre 2008.
Il a été créé cardinal par Benoît XVI lors du consistoire du 18 février 2012 avec le titre de cardinal-prêtre de San Marcello. Il participe aux conclaves de 2013 (élection de François) et de 2025 (élection de Léon XIV).
Le 9 juin 2014, il est nommé par François membre de la congrégation pour le clergé.
Il démissionne de sa charge d'archevêque le 18 avril 2024 pour raison d'âge.

## Succession apostolique
Giuseppe Betori a ordonné les évêques suivants :
- Évêque Stefano Manetti (it) (2014)
- Évêque Giovanni Roncari (it), O.F.M.Cap. (2015)
- Évêque Giovanni Nerbini (it) (2019)
- Archevêque Andrea Bellandi (it) (2019)
- Évêque Giovanni Paccosi (it) (2023)
- Archevêque Gherardo Gambelli (it) (2024)